# Nekrolog 1326
Nekrolog
◄◄
| ◄
| 1322
| 1323
| 1324
| 1325
| 1326 | 1327 | 1328 | 1329 | 1330 | ► | ►►
Weitere Ereignisse | Allgemeiner Nekrolog 1326
Die Beschreibung der verstorbenen Person sollte so kurz wie möglich gehalten sein und nur deren signifikante Tätigkeit(en) enthalten.
Neue Namen ggf. auch unter dem Geburts- und Sterbedatum, also etwa unter 1. Januar und im Geburts- und Sterbejahr (2024) eintragen (nur bei entsprechender großer Wichtigkeit). Für Beispiele siehe die schon vorhandenen Artikel.
Außerdem über die fünf zuletzt Verstorbenen, zu denen es einen ausreichend guten Artikel für eine Präsentation auf der Hauptseite gibt, nach der todesbedingten Überarbeitung der Artikel ggf. auch unter Wikipedia Diskussion:Hauptseite informieren und sie am besten auch in den anderen Wikipedia-Sprachversionen eintragen. Tipp: Regelmäßig bei news.google.de nach „ist tot“, „gestorben“ oder „verstorben“ suchen.
Wenn eine Person gestorben ist, gibt es viele Seiten zu dieser Person in der Wikipedia, die davon auch betroffen sind und entsprechend aktualisiert werden müssen. Beispiele: Namenübersichtsseite, Geburtsjahr, Geburtsort-Seiten und viele mehr.
Wie finde ich die betroffenen Seiten?
Im Suchfeld auf der linken Seite gibt man den Suchbegriff so ein: „Vorname Nachname“. Dann klickt man auf Volltext und alle Seiten mit entsprechendem Suchtext werden aufgerufen. Hier sieht man dann schnell, wo auch das Todesjahr Sinn macht oder sogar ein Teil des Artikels angepasst werden muss. Auch hilft das „Werkzeug“ auf der linken Seite sehr gut, um solche Seiten aufzufinden: „Links auf diese Seite“. Somit ist die Wikipedia wieder aktuell in allen Bereichen! Hinweis: bei Eintragung der Kategorie „Gestorben JAHR“ wird der Missbrauchsfilter 49 ausgelöst, was jedoch nicht schlimm ist. Siehe: Spezial:Missbrauchsfilter/49
Dies ist eine Liste von im Jahr 1326 verstorbenen bekannten Persönlichkeiten. Die Einträge erfolgen innerhalb der einzelnen Daten alphabetisch sortiert. Tiere sind im Nekrolog für Tiere zu finden.

## Januar
| Tag        | Name                                   | Beruf, bekannt als                                          | Alter | Beleg |
| ---------- | -------------------------------------- | ----------------------------------------------------------- | ----- | ----- |
| 7. Januar  | Pietro Colonna                         | italienischer Geistlicher, Kardinal der katholischen Kirche |       |       |
| 18. Januar | Robert Fitzwalter, 1. Baron Fitzwalter | englischer Adeliger und Militär                             |       |       |

## Februar
| Tag         | Name                    | Beruf, bekannt als                       | Alter | Beleg |
| ----------- | ----------------------- | ---------------------------------------- | ----- | ----- |
| 5. Februar  | Heinrich von Helfenberg | Bischof von Gurk                         |       |       |
| 28. Februar | Leopold I.              | Herzog von Österreich und der Steiermark | 35    |       |

## März
| Tag      | Name               | Beruf, bekannt als                             | Alter | Beleg |
| -------- | ------------------ | ---------------------------------------------- | ----- | ----- |
| 26. März | Alessandra Giliani | erste als Anatomin oder Pathologin tätige Frau |       |       |

## April
| Tag       | Name               | Beruf, bekannt als            | Alter | Beleg |
| --------- | ------------------ | ----------------------------- | ----- | ----- |
| 27. April | Eudo Zouche        | englischer Adliger            |       |       |
| April     | Blanka von Burgund | Königin von Frankreich (1322) |       |       |

## Mai
| Tag     | Name                | Beruf, bekannt als                                      | Alter | Beleg |
| ------- | ------------------- | ------------------------------------------------------- | ----- | ----- |
| 6. Mai  | Bernhard II.        | Herzog von Schweidnitz, Herr von Fürstenstein und Jauer |       |       |
| 25. Mai | Eberhard von Neisse | Bischof von Ermland                                     |       |       |

## Juni
| Tag     | Name             | Beruf, bekannt als   | Alter | Beleg |
| ------- | ---------------- | -------------------- | ----- | ----- |
| 6. Juni | David de Moravia | schottischer Bischof |       |       |

## August
| Tag       | Name                    | Beruf, bekannt als            | Alter | Beleg |
| --------- | ----------------------- | ----------------------------- | ----- | ----- |
| 1. August | Wartislaw IV.           | Herzog von Pommern-Wolgast    |       |       |
| 3. August | Roger Mortimer of Chirk | englischer Adliger und Rebell |       |       |
| 8. August | Konrad                  | Bischof von Olmütz            |       |       |

## September
| Tag           | Name        | Beruf, bekannt als                | Alter | Beleg |
| ------------- | ----------- | --------------------------------- | ----- | ----- |
| 15. September | Dimitri II. | russischer Großfürst von Wladimir |       |       |

## Oktober
| Tag         | Name                                     | Beruf, bekannt als                            | Alter | Beleg |
| ----------- | ---------------------------------------- | --------------------------------------------- | ----- | ----- |
| 9. Oktober  | Rainald I.                               | Graf von Geldern, Herzog von Limburg          |       |       |
| 15. Oktober | Walter Stapeldon                         | englischer Geistlicher, Diplomat und Minister |       |       |
| 27. Oktober | Hugh le Despenser, 1. Earl of Winchester | englischer Magnat, Militär und Diplomat       | 65    |       |

## November
| Tag          | Name                                | Beruf, bekannt als                         | Alter | Beleg |
| ------------ | ----------------------------------- | ------------------------------------------ | ----- | ----- |
| 17. November | Edmund FitzAlan, 9. Earl of Arundel | englischer Magnat                          | 41    |       |
| 24. November | Hugh le Despenser                   | königlich-englischer Kämmerer              |       |       |
| 25. November | Koreyasu                            | japanischer Shōgun des Kamakura-Shōgunates | 62    |       |

## Dezember
| Tag          | Name  | Beruf, bekannt als                     | Alter | Beleg |
| ------------ | ----- | -------------------------------------- | ----- | ----- |
| 20. Dezember | Peter | Metropolit von Kiew und der ganzen Rus |       |       |

## Datum unbekannt
| Tag     | Name                                   | Beruf, bekannt als                                                  | Alter | Beleg |
| ------- | -------------------------------------- | ------------------------------------------------------------------- | ----- | ----- |
|         | Barbara von Gützkow                    | Äbtissin des Klosters Krummin                                       |       |       |
|         | Berthold VI. von Wintzingerode         | katholischer Geistlicher und Diplomat                               |       |       |
| vor Mai | William de Braose, 2. Baron Braose     | englischer Adliger                                                  |       |       |
|         | Richard Og de Burgh, 2. Earl of Ulster | irischer Adliger, Schwiegervater des schottischen Königs Richard I. |       |       |
|         | Guglielmo da Brescia                   | italienischer Mediziner                                             |       |       |
|         | Khruea                                 | König des nordthailändischen Königreichs Lan Na                     |       |       |
|         | Mondino dei Luzzi                      | italienischer Anatom                                                |       |       |
|         | Pahlawan Mahmud                        | choresmischer Ringer, Dichter-Philosoph und Sufi-Lehrer             |       |       |
|         | Sherab Mebar                           | Lama und Tertön der Nyingma-Tradition des tibetischen Buddhismus    |       |       |